# Samolus
Samolus is een geslacht van overblijvende kruiden uit de sleutelbloemfamilie (Primulaceae), dat wereldwijd verspreid is.
De enige Europese soort, de waterpunge (Samolus valerandi), komt ook in België en Nederland voor.

## Naamgeving en etymologie
De botanische naam Samolus is afkomstig uit het Latijn en verwijst mogelijk naar de veronderstelde geneeskrachtige eigenschappen van de plant.

## Kenmerken
Samolus-soorten zijn eenjarige of overblijvende, kruidachtige planten, tot 50 cm hoog, met een rechtopstaande stengel die onderaan soms verhout. De bladeren staan verspreid, zijn gesteeld en enkelvoudig. Soms is een wortelrozet aanwezig.
De bloeiwijze is een eindstandige tros of schermvormige tros. De bloemen zijn tweeslachtig. De kelk en kroon zijn vijftallig. De kroon is onderaan gefuseerd tot een klokvormige kroonbuis.
De meeldraden hebben korte helmdraden. Het vruchtbeginsel is halfonderstandig.
De vrucht is een vijftallige doosvrucht.

## Habitat en verspreidingsgebied
Samolus komt wereldwijd voor in streken met een gematigd klimaat, met het zwaartepunt in de kustgebieden van het zuidelijk halfrond. Het zijn planten van vochtige en moerassige plaatsen.

## Taxonomie
Het geslacht telt naargelang de bron tien tot vijftien soorten. De typesoort is Samolus valerandi.
Deze soorten werden voorheen in de aparte familie Samolaceae geplaatst.
Het meest recente overzicht van het genus bevat de volgende soorten:
- Samolus cinerascens (Robinson) Pax & R.Knuth
- Samolus dichondrifolius Channell
- Samolus ebracteatus H.B.K.
- Samolus junceus R.Br.
- Samolus porosus Thunb.
- Samolus pyrolifolius Greene
- Samolus repens (Forst.) Pers.
- Samolus spathulatus (Cav.) Duby
- Samolus subnudicaulis A.St.-Hil. & Girard
- Samolus vagans Greene
- Samolus valerandi L. - Waterpunge

... · 
Anagallis (Guichelheil) · 
Androsace (Mansschild) · 
Ardisia · 
Centunculus · 
Coris · 
Cortusa · 
Cyclamen (Cyclaam) · 
Dionysia · 
Glaux · 
Hottonia · 
Lysimachia (Wederik) · 
Myrsine · 
Primula (Sleutelbloem) · 
Samolus · 
Soldanella (Kwastjesbloem) · 
Trientalis · 
Vitalania · 
...